# Thomaston Castle

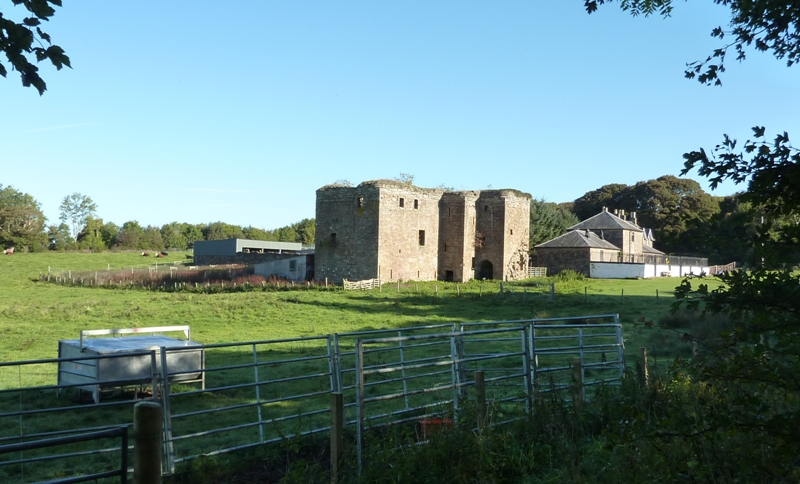
Thomaston Castle ligt in de 21e eeuw naast een boerderij.

Thomaston Castle is (de ruïne van) een kasteel uit de dertiende eeuw en aanzienlijk uitgebreid in de zestiende eeuw, gelegen in Thomaston, 5,6 kilometer ten westen van Maybole, in de Schotse regio South Ayrshire.
Het kasteel ligt ongeveer 1,6 kilometer ten zuidoosten van Culzean Castle.

## Geschiedenis
In de dertiende eeuw werd Thomaston Castle gebouwd, vermoedelijk door Thomas Bruce, een neef van Robert the Bruce. In 1507 was het kasteel in handen van de Corries van Kelwood, die een woontoren bouwden. Rond 1632 kwam het kasteel door een huwelijk in handen van MacIlvaines van Grimmet. Thomaston Castle bleef bewoond tot ongeveer 1800.

## Bouw
Thomaston Castle was gebouwd als een kasteel met binnenhof in de dertiende eeuw. Het kasteel bevindt zich op een natuurlijke heuvel met daar omheen een greppel, die vermoedelijk natuurlijk is. De zestiende-eeuwse woontoren heeft een L-vormige plattegrond en heeft drie verdiepingen. De toren bestaat uit een lang hoofdgebouw en een korte vleugel. Het lange hoofdgebouw is zuidwest-noordoost georiënteerd, de korte vleugel noordwest-zuidoost. In de hoek waar beide vleugels samenkomen bevindt zich aan de zuidzijde een rechthoekige traptoren. De borstwering van de woontoren is voorzien van kraagstenen. Vanuit de begane grond van de korte vleugel aan de zuidzijde liep een gang naar de voormalige ommuurde binnenplaats. De toegang tot het kasteel bevindt zich aan de voet van de traptoren.
Aan de noordzijde van het kasteel is in de tweede helft van de twintigste eeuw een hooischuur gebouwd.